# أنخيل غاريدو
أنخيل غاريدو (بالإسبانية: Ángel Garrido)‏ هو سياسي إسباني، ولد في 7 أبريل 1964 في مدريد في إسبانيا. حزبياً، نشط في حزب الشعب (1991 – ) وDemocratic and Social Centre (Spain) ‏.

## مناصب
- انتخب  (2015 – 2018).
- انتخب President of the Community of Madrid [الإنجليزية]‏ (21 مايو 2018 – ).
- انتخب  (1995 – 1999).
- انتخب  (27 يونيو 2015 – ).
- في انتخابات المجلس البلدي لمدريد 1999 [الإنجليزية]‏، انتخب مستشار مدريد  [لغات أخرى]‏ (4 يوليو 1999 – 13 يونيو 2015).
- في 2015 Madrilenian regional election [الإنجليزية]‏، انتخب عضو جمعية مدريد  [لغات أخرى]‏ خلال فترته النيابية  [لغات أخرى]‏ (9 يونيو 2015 – ).